# Puig Caragoler de Femenia
El Puig Caragoler de Femenia és una muntanya de Mallorca situada dins el terme d'Escorca que té una altura de 920 m. Està situat dins les terres de la possessió de Femenia, entre el Puig Roig i les terres de Mortitx.
El seu nom, igual que el del Puig Caragoler del Guix (uns set quilòmetres al sud, entre el Puig de n'Alí i la carretera de Caimari a Lluc) i el del Puig Caragolí (dins el terme de Valldemossa), és d'interpretació controvertida. Així, mentre que la interpretació popular el relaciona amb una suposada abundància de caragols al seu entorn, altres fonts assenyalen que cap d'aquests llocs no abunda en caragols, i que és precisament el nom el que ha portat el poble a pensar i a suggestionar-se que en aquests indrets hom n'hi troba més. En aquest cas, es tractaria d'un nom anterior a la Conquista, convertit en Caragoler per etimologia popular, i que tal vegada caldria remetre a l'arrel preromana *kar 'pedra', 'roca'.
El 25 de juny de 1960 dos avions de l'exèrcit alemany que es dirigien a Son Santjoan s'estavellaren als penyals del costat oriental del Puig Caragoler, entre el Coll Ciuró i la Font d'en Quelota. Avui en dia encara es poden veure restes dels avions.

## Principals accessos
- De la carretera Ma-10, km 10,8, per la finca pública de Mortitx, d'accés lliure.[8]
- De la carretera Ma-10, km 15,8, per la possessió de Mossa, camí obert només els diumenges.[8][9][10][11]
- De la carretera Ma-10, km 14,2 per la possessió de Femenia, demanant permís.[8][10]